# Back To The Street
Back To The Street – album studyjny amerykańskiej grupy hip-hopowej G-Unit. Wydany 15 lipca 2014 roku nakładem Dundridge Entertainment/Unlimited Business. Jest to pierwszy album grupy po zjednoczeniu na Hot97 Summer Jam. Gościnnie udzielili się Fabolous, Joell Ortiz oraz Uncle Murda.

## Lista utworów
| Nr | Tytuł                    | Goście                    | Czas |
| -- | ------------------------ | ------------------------- | ---- |
| 1  | "Hated On Jesus"         | -                         | 3:27 |
| 2  | "Ordinary"               | -                         | 4:17 |
| 3  | "0 To 100"               | -                         | 3:42 |
| 4  | "Grindin' My Whole Life" | -                         | 4:50 |
| 5  | "Devils Advocate"        | -                         | 3:32 |
| 6  | "Mary Jane"              | -                         | 3:37 |
| 7  | "Kilmer"                 | -                         | 4:05 |
| 8  | "Yass Bitch"             | -                         | 3:16 |
| 9  | "New York Life"          | Joell Ortiz & Uncle Murda | 3:31 |
| 10 | "Cuffin Season"          | Fabolous                  | 3:38 |